# کاریه

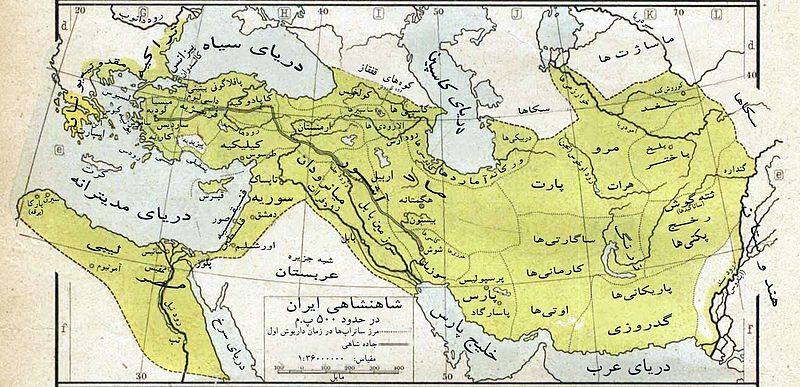
کاریه در غرب شاهنشاهی هخامنشی

کاریا (کاری یا کاریه) سرزمینی است در جنوب غربی آسیای کوچک در کرانهٔ دریای اژه که از طرف باختر و جنوب محدود به دریا بوده. کاریا یکی از شهرب‌های (ساتراپی‌های) ده‌گانهٔ هخامنشیان در آسیای کوچک بوده و جنگجویان آن بخشی از سپاهیان ایران به‌شمار می‌رفتند.

نقشهٔ کاریا در آناتولی یا آسیای صغیر، برای بهتر دیدن تصویر بر روی آن کلیک کنید.

باشندگان کاریا ابتدا در جزایر دریای اژه سکنی داشته و بواسطهٔ جنگ با یونانی‌ها به آسیای کوچک مهاجرت کردند. رود شاندر مرز این ایالت و لیدی را تشکیل داده و نواحی آن را آبیاری می‌کرده‌ است. باشندگان این ایالت در بازرگانی و صنعت و دانش رشد چشمگیری داشته‌اند. 
برخی از نویسندگان نوشته‌اند که یکی از مردان کاریا به امر اردشیر دوم برادرش کوروش کوچک را که به امید به دست آوردن تاج و تخت به جنگ اردشیر دوم برخاسته بود زخم زد و اردشیر در پاداش یک خروس زرّین به او بخشید تا هنگامی که به جنگ می‌رود در پیشاپیش لشکریان بر سر نیزهٔ خود برافرازد. از این رو ایرانیان جنگجویان کاریا را که بر سر کلاهخودهای خویش نشان تاج خروس (یا پر خروس) داشتند خروسان می‌نامیدند.
معروف‌ترین ستون‌های زن‌پیکر ستون‌های نیایشگاه ارختئیون (Έρέχθειον) آتن است.
در معماری رنسانس و سده‌های ۱۸ و ۱۹ نیز این‌گونه ستون‌ها کاربرد زیادی داشته‌است.
ستون‌هایی که در آن پیکر مردانه تراشیده می‌شد معمولاً شکلی تناور و پهلوانی داشت و از این‌رو این‌گونه ستون‌ها را ستون پهلوان‌پیکر می‌نامند.
ویتروویوس، معمار و یکی از لشکریان رومی در کتاب خود می‌نویسد:
در جنگ یونانیان علیه ایرانیان، مردم کاریا (نزدیک اسپارت در لاکونیا) از ایران پشتیبانی کردند. زمانی که یونانی‌ها سرانجام از پیشرفت ایرانیان در خاک یونان جلوگیری کردند، به تنبیه کاریایی‌ها پرداختند. مردان کاریایی را کشتند و زنانشان را به بردگی بردند. مقرر شد که این زنان بایستی برای ابد باری به‌دوش بکشند. به عنوان نمادی از بارکشی ابدی زنان کاریایی، ستون‌های زن‌پیکر به معماری یونانی وارد شد.

## موزوله

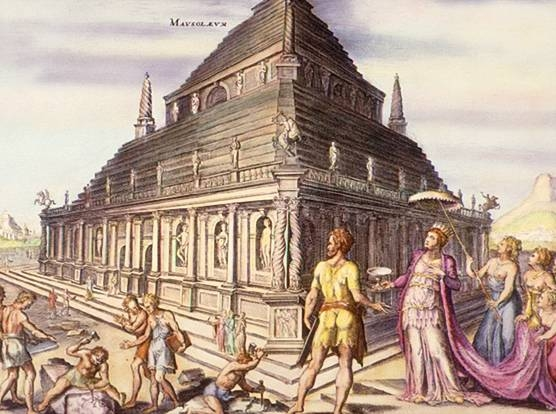
تصویری نقاشی شده، از آرامگاه ماسول، در شهر هالیکارناس، پایتخت کاریه، برای بهتر دیدن تصویر بر روی آن کلیک کنید.

در زمان اردشیر سوم، آرامگاه هالیکارناسوس در کاریه ساخته شد که در جهان قدیم شهرتی بسزا داشت و آن را یکی از عجایب هفت‌گانه جهان قدیم می‌دانستند و هنوز هم نشانی از آن شهرت باقی است. کاریه یکی از قسمت‌های آسیای صغیر، پادشاهانی داشت که تابع ایران بودند و خراج می‌دادند. در سلطنت اردشیر (۳۵۳ پیش از میلاد) پادشاه آن ماسول درگذشت. ماسول با خواهرش آرتمیس دوم ازدواج کرد.
این شهبانو پس از فوت شوهر خواست پیکر او را در جسم خود دفن کند و با این مقصود نعش او را آتش زده و خاکستر آن را در ظرفی ریخته همه روزه قسمتی از این خاکستر را در مشروبی خورد، تا دو سال پس از فوت شوهرش درگذشت. در مدت مزبور شهبانو برای شوهر خود مقبره‌ای در هالیکارناس پایتخت کاریه ساخت که از دید بنا و تزیینات یکی از عجائب هفت‌گانه جهان قدیم گردید و چون برای موزول یادشده، ساخته شده بود، آن را موزوله نامیدند (این لفظ اکنون هم در اروپا به آرامگاه گفته می‌شود). پس از فوت آرتمیس برادر او ایدریه که بالاتر ذکری از او شد، پادشاه کاریه گردید و با خواهر دیگر خود، آدا، ازدواج کرد. ایدریه پس از ۷ سال درگذشت و باز زنش به جای او نشست. داستان یادشده این نکته را تأیید می‌کند که شاهان هخامنشی به ترتیبات درونی ممالکی، که تابع آنان بودند، کاری نداشتند و هر کشور موافق قوانین و عادات خود اداره می‌شد.